# Distretto di Tassadane Haddada
Il distretto di Tassadane Haddada è un distretto della Provincia di Mila, in Algeria.

## Comuni
Il distretto di Tassadane Haddada comprende 2 comuni:
- Tassadane Haddada
- Minar Zarza[1]